# Brabham BT34
Pour les articles homonymes, voir Brabham.
Chronologie des modèles (1971 - 1972)
Brabham BT33 Brabham BT37
La Brabham BT34 est une monoplace construite par Brabham Racing Organisation et engagée en Formule 1 entre 1971 et 1972. Elle n'a signé qu'une seule pole position en vingt apparitions en course.